# Anne Bredon
Anne Bredon, nascida Anne Loeb (nascida em 1930, em Berkeley, Califórnia), é uma cantora de música folk norte-americana, mais conhecida por compor a canção "Babe I'm Gonna Leave You" enquanto era uma estudante da Universidade da Califórnia em Berkeley no final da década de 1950. Bredon é a filha do físico Leonard Loeb e neta de fisiologista Jacques Loeb. Ela se formou em arte pela Universidade Estadual Humboldt e completou seu mestrado em matemática em Berkeley, Califórnia.
Por volta de 1960, enquanto estudava em Berkeley, Bredon apareceu em um programa de rádio de música popular ao vivo, The Midnight Special, na estação de rádio KPFA cantando "Babe, I'm Gonna Leave You". Janet Smith, outra cantora folk, desenvolveu sua própria versão da canção e a tocou no mesmo programa de rádio, algum tempo depois, chamando a atenção de Joan Baez, que usou a canção em Joan Baez in Concert, Part 1 (1963). A canção foi inicialmente creditada como "Traditional, arr. Baez", mas devidamente atribuída em sua partitura Joan Baez The Song Book, de 1964.
A banda britânica de rock Led Zeppelin regravou a música depois de ouvir a versão de Baez, creditando a canção como "Trad., arr. Page". Na década de 1980, Bredon tomou conhecimento da versão da música do Led Zeppelin e por isso, desde 1990, esta versão foi creditada como de autoria de "Anne Bredon/Jimmy Page e Robert Plant": Bredon recebeu um retorno substancial de pagamento de royalties.
Bredon se casou com Lee Johannsen em 1951. Ela se divorciou em 1959, deixando seus dois primeiros filhos, Lenore e Joel, com seu ex-marido. Mais tarde, ela se casou com Glen Bredon, um professor de matemática na Universidade de Berkeley. Em 1969, mudou-se para a Universidade Rutgers. O casal se mudou para Nova Jérsei, onde criaram seus dois filhos Joelle e Aaron. Ela atualmente reside em End Road Trail em North Fork, Califórnia, onde é ativa nos projetos do Museu Sierra Mono e vende jóias frisadas. Ela possui um amplo conhecimento dos aspectos complexos de colheita e preparação de ervas e materiais utilizados na tradicional cestaria "índio" californiana.